# Об'їзд (Цілком таємно)
Об'їзд (Detour) — 4-й епізод п'ятого сезону серіалу «Цілком таємно». Епізод не відноситься до «міфології серіалу» — це «монстр тижня». Прем'єра в мережі «Фокс» відбулася 23 листопада 1997 року.
Серія за шкалою Нільсена отримала рейтинг домогосподарств рівний 13,2, який означає, що в день виходу серію подивилися 22,8 мільйона чоловік.

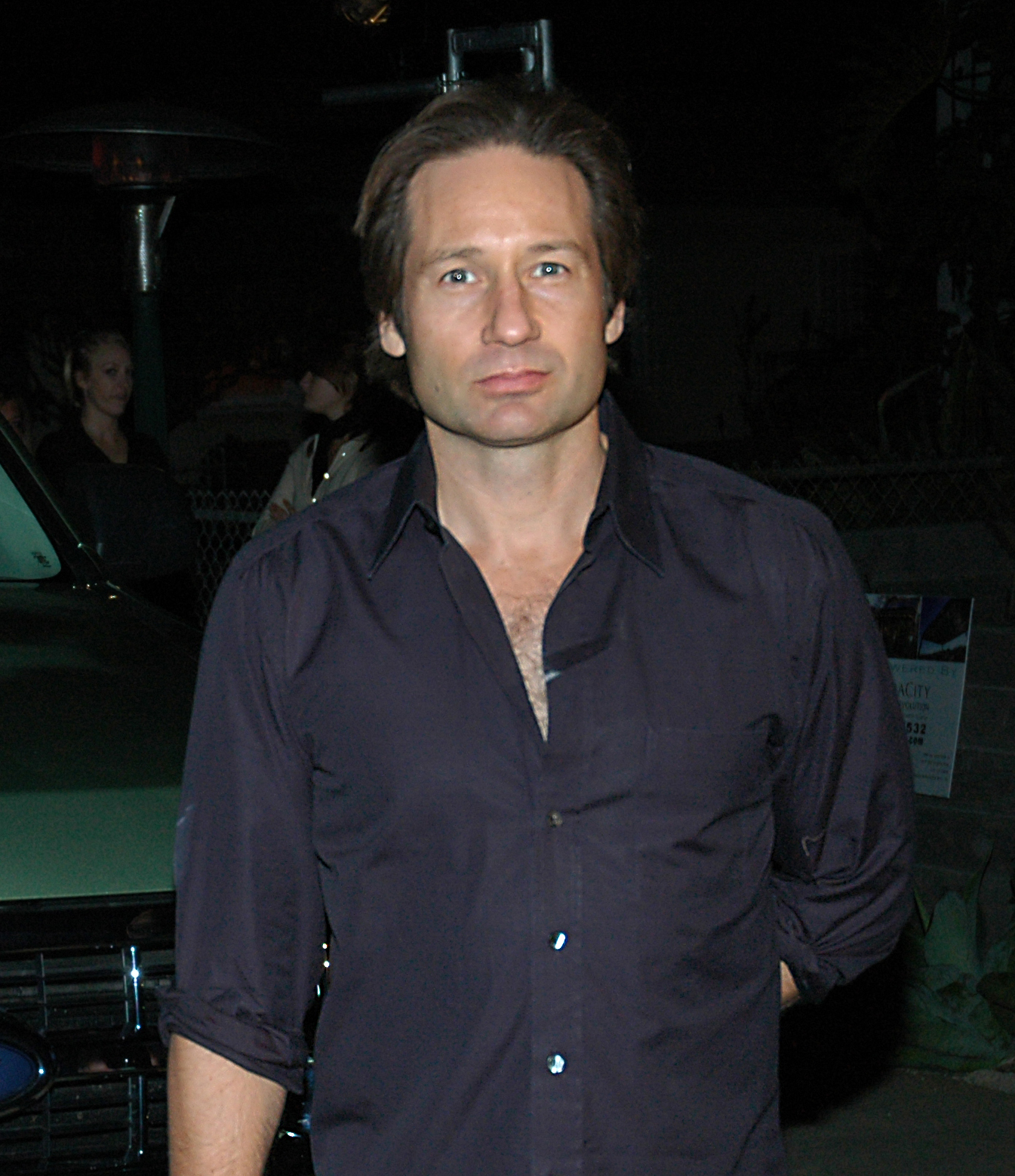

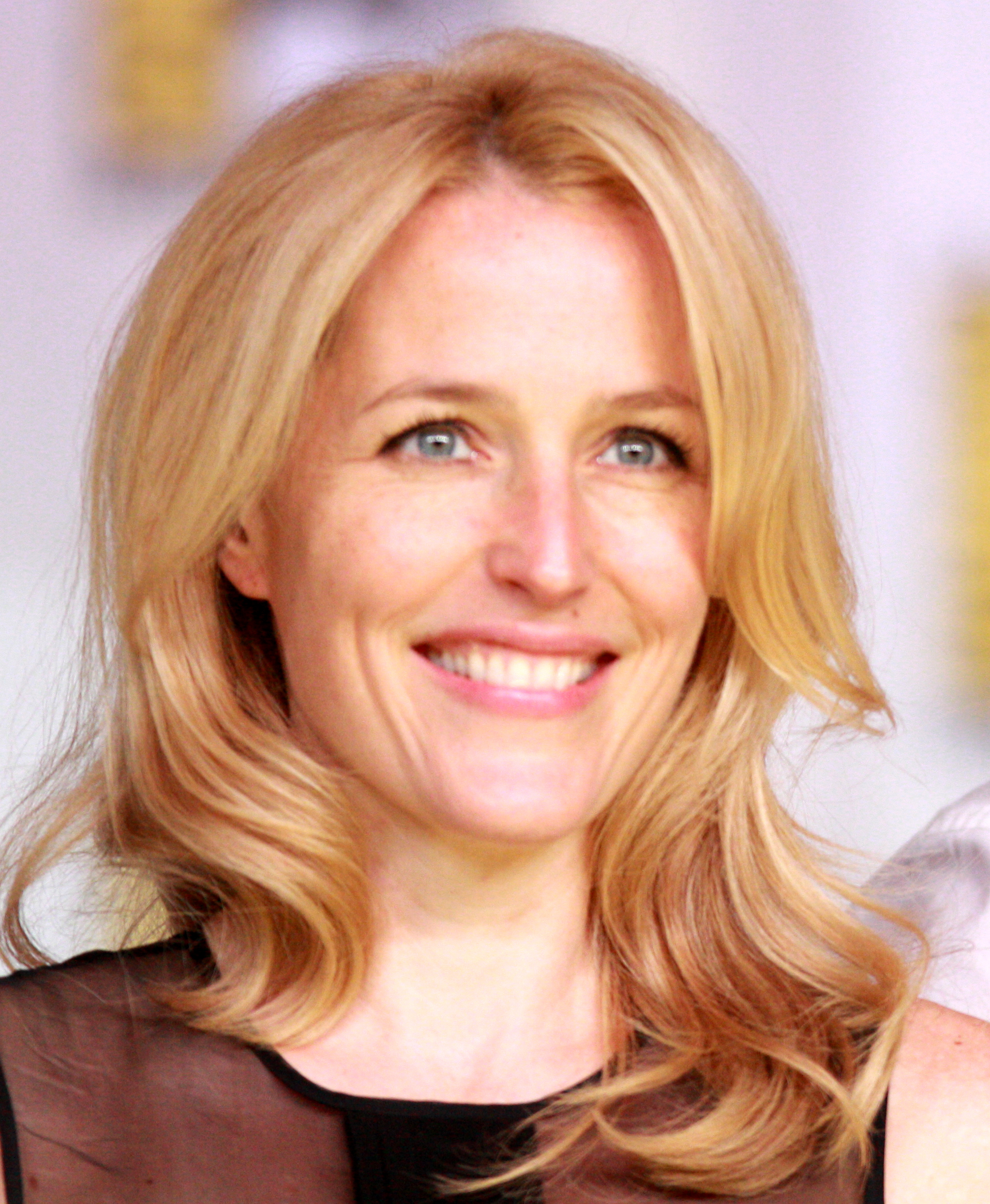

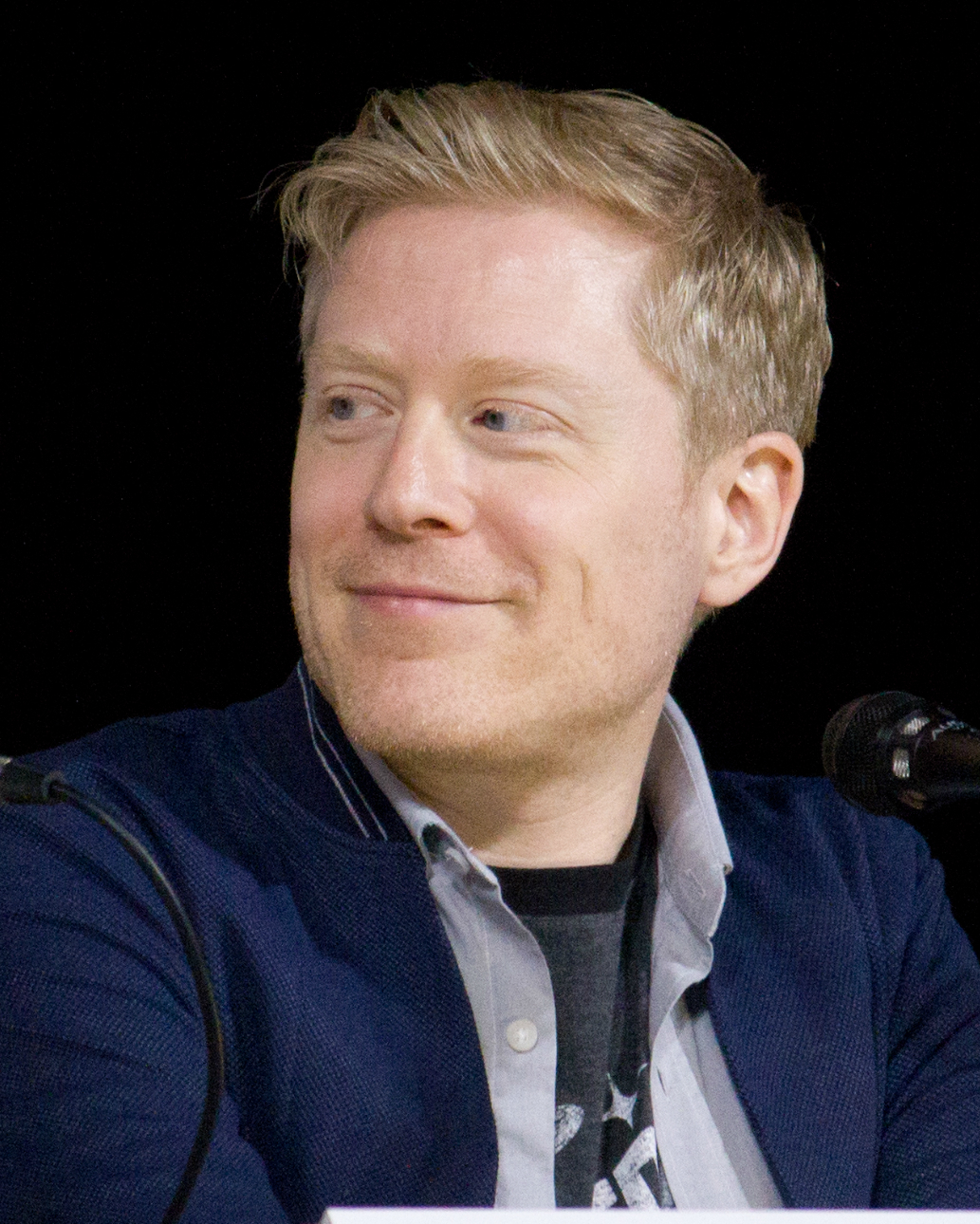

## Зміст
Істина поза межами досяжного
Два геодезисти, які роблять заміри в Національному лісі Апалачікола (округ Леон, північна Флорида), піддаються атаці невидимих істот, у яких світяться червоні очі — один геодезист встромлює обладнання у землю й не може витягти; при органолептичному аналізі він виявляє кров. Пізніше того ж дня місцевий житель Майкл Асекоф під час полювання знаходить з сином Льюїсом закривавлену куртку. Побачивши незрозумілий рух в кущах, Асекоф наказує хлопчикові бігти додому з собакою. Тікаючи, Льюїс чує постріли з рушниці.
Малдер і Скаллі, перебуваючи у Флориді, їдуть по шосе 43 з «недалекими» і надокучливими агентами ФБР Кінзлі і Стоунсайфером на семінар щодо поліпшення командної роботи. Несподівано подальша дорога виявляється заблокована поліцейськими. Малдер виходить з машини, до його підбігає схвильована дружина Майкла Асекофа, повідомивши про зникнення чоловіка та свідоцтво сина про те, що сталося з ними. Офіцерка поліції Мішель Фазікас, що знаходиться там же, сумнівається в показаннях хлопчика, але Малдер охоче погоджується допомогти (щоб не їхати на даремний для нього семінар). Пізніше він пояснює Скаллі, що жодна тварина в Північній Америці не атакуватиме сильнішу жертву, коли доступна більш слабка.
Малдер і Скаллі лишаються на ніч в готелі і опрацьовують деталі убивства. Вночі в будинку Асекофа собака раптово починає гавкати. Місіс Асекоф випускає собаку на вулицю, пес на імено Бо щось бачить невидиме для газдині і гарчить на нього. Господиня виявляє, що двері будинку замкнені на засув зсередини. Луїс, почувши крики і стукіт матері з вулиці, вистрибує з ліжка, але бачить в коридорі темну фігуру з червоними очима, що світяться. Луїсу вдається врятуватися, його ловить Малдер. Вони впускають матір Луїса в будинок. Наступного ранку Малдер, вивчаючи сліди біля хлопчикового ліжка, виявляє незвичайний розподіл ваги на стопі невідомої істоти. Також виманювання місіс Асекоф назовні підтримує гіпотезу Малдера про паранормальну природу істоти.
Агенти вирушають в ліс разом з Мішель Фазікас і Джеффом Глейзером — техніком, озброєним тепловізором-сканером. При проходженні лісом технік дивується відсутності будь-яких звірів. За їх спинами зелена просвітна рука забирає з пнища марківний камінь. Глейзер виявляє двох істот, невидимих без тепловізора, але створіння розбігаються. Розділившись на дві групи, люди намагаються їх переслідувати. Зрозумівши що істоти намагаються розділити їх на менші групи, Скаллі і Фазікас повертаються. Спочатку зникає Фазікас, Фокс оповідає Скаллі історію 30-річної давності, що сталася в Пойнт-Плезант, і про невідомця, схожого на людину-метелика. На зворотному шляху вони не знаходять марківних каменів. Дейна помічає рух, не видний в тепловізор. Потім тепловізор спрацьовує і Малдер рухається в напрямі невідомця. Малдер щось помічає і стріляє. Істота рухається до Скаллі, вона стріляє. Зникає Глейзер — він утікає сам і падає без видимої причини. Малдера атакує невидима істота і завдає поранення, хоча Скаллі вдається підстрелити нападника. Поранений Малдер і Скаллі проводять ніч в лісі без води і їжі, безуспішно намагаючись розвести багаття. Вони діляться своїми спогадами про найнесправедливіші моменти їх життя. Скаллі вкладає пораненого Малдера собі на коліна і співає «Джеремі велика жаба», щоб Фокс знав що вона не спить і на сторожі.
На наступний ранок Скаллі провалюється в підземну печеру, де знаходяться тіла Фазікас, Асекофа і інших зниклих людей. Вони живі. Помітивши в глибині печери червоні очі, Скаллі розуміє, що вона беззбройна — при падінні пістолет випав. Малдер скидає їй пістолет, але, почувши шум в кущах, сам зістрибує до напарниці. Скаллі стріляє в темряву і вбиває людиноподібну істоту із шкірою, схожою на кору дерева. Поруч з тілом вони знаходять вирізані на дереві слова «Ad Noctum» (латинською «У темряву»). Агентів, а також тих, що вижили, рятує пошуковий загін із Кінзлі і Стоунсайфер.
Покинувши ліс, Малдер заявляє, що істоти могли бути «еволюціоновані» іспанськими конкістадорами Понса де Леона, які прибули сюди понад 400 років тому. Кінзлі вважає це божевільною ідеєю, але Малдер розвиває думку, що століття відчуження могли призвести до таких кардинальних змін організму. Агент приходить до висновку, що істоти вважають появу людей на «своїй» території загрозою і чинять опір цьому, що може загрожувати життю Скаллі. Малдер поспішає в мотель до Скаллі, але та спокійно збирає речі. Малдер допомагає їй з валізою, і агенти йдуть. Після того як двері зачиняються, під ліжком у номері Скаллі істота повела червоними очима.

## Створення
Продюсер Френк Спотніц написав сценарій до епізоду після перегляду трилера «Звільнення». За словами Спотніца, його привабила ідея розробки теми полишення у ворожому середовищі з невидимим ворогом. Під час доопрацювання сценарію Вінс Гілліган запропонував кілька нових сюжетних елементів, зокрема семінар по зміцненню командного духу. Кінцівка епізоду була навмисно залишена розпливчастою. «Найстрашніше думати, що монстр як і раніше десь там» — пояснив це рішення Спотніц.
Спочатку зйомки велися в Сеймурському заповіднику, на північ від Ванкувера. Хоча переважно зйомки епізоду займали 7-8 днів, для завершення «Об'їзду» знадобилося 19 днів через сильні дощі. Через це зйомки були перенесені в павільйон, а Кім Меннерс призначений асистентом режисера Бретта Доулера для паралельних зйомок окремих сцен.
Продюсери планували, що антагоністи епізоду будуть зливатися з фоном за допомогою звичайних костюмів. Але це виявилося досить непрактично і неправдоподібно, тому монстрів просто створили за допомогою комп'ютерної графіки в пост-виробничий період. Зокрема палаючі червоні очі були отримані шляхом накладення один на одного численних образів очей, в тому числі і очей собаки
Сюжет і характер епізоду нагадують фільм «Хижак», в якому істота, здатна ідеально маскуватися майже до повної невидимості, переслідує кількох людей у щільних джунглях. Під час походу в ліс на ніч Скаллі співає «Радість світові» гурту «Three Dog Night», поки Малдер відпочиває, щоб він міг знати, що вона не спить та на сторожі. Спочатку Скаллі мала співати «Я така самотня, що можу заплакати», кантрі-пісню 1949 року Генка Вільямса. Однак Кріс Картер попросив щось більше «зі сторони». Натомість Спотніц вибрав «Радість світові» і пізніше сказав: «Дивлячись на зроблене пісня була ідеальною». Говорячи про епізод, Малдер зізнається, що єдиний раз, коли він серйозно думав про «можливість вмерти», це коли був на Ice Capades.

## Сприйняття
Прем'єра «Об'їзду» відбулася в мережі «Фокс» 23 листопада 1997 року. Епізод отримав рейтинг Нільсена 13,2, з часткою 19 — приблизно 13,2 відсотка всіх телевізорів, обладнаних телебаченням, і 19 % домогосподарств, які дивляться телевізор, були налаштовані на епізод. Його переглянули 22,8 мільйона глядачів.
Епізод отримав неоднозначні переважно позитивні відгуки критиків. Френсіс Дасс з «New Straits Times» позитивно віднісся до епізоду, назвавши його «образним». IGN назвав його сьомим найкращим окремим епізодом «Цілком таємно» у всій серії. Сайт назвав послідовність, в якій Скаллі тримає пораненого Малдера і співає пісеньку найкращою сценою епізоду і високо оцінив глибину стосунків героїв. Зак Гендлен з The A.V. Club дав епізоду оцінку «А» і назвав його «твердим» записом у серії. Гендлен похвалив холодне відкриття епізоду, структуру, чудовисько та стосунки між Малдером й Скаллі; написавши, що «основні відносини» між Фоксом і Дейною «були надзвичайно міцними». Він також зазначив, що їхня розмова в лісі нагадувала епізод третього сезону «Трясовина» і була «милою». Джонатан Данн, оглядач «What Culture», виділив серію за свою кінематографічну привабливість та включив її до списку «5 епізодів [з „Цілком таємно“], які могли бути внесені до фільмозбірні».
Інші відгуки були більш неоднозначними. Пола Вітаріс з Cinefantastique надала епізоду змішану оцінку і присудила дві зірки з чотирьох. Вона назвала сцену, в якій Скаллі співє Малдеру, «невдалою спробою створити особливий момент „Цілком таємно“» і зазначила, що цей момент є «поганою заміною змістовному діалогу». Однак Вітаріс вітала гру запрошених акторів і назвала ефекти істоти «дуже моторошними». Роберт Шірман та Ларс Пірсон у своїй книзі «Хочемо вірити: критичний посібник з Цілком таємно, Мілленіуму та Самотніх стрільців», оцінили епізод двома зірками з п'яти. Вони зауважили, що епізод повторював «Трясовину» занадто багато аби бути оригінальним і був «задоволений лише наміром». Оглядачі аргументували це тим, що «така пристрасна оповідь, наскільки симпатичною є взаємодія» Малдера і Скаллі в епізоді, аж «стає не доброю». Шірман і Пірсон також називали одкровення про іспанського конкістадора «настільки „лівим“ полем, що воно саме відчуває себе пародійним».

## Знімалися
| Актор             | Роль                      |
| ----------------- | ------------------------- |
| Девід Духовни     | Фокс Малдер               |
| Джилліан Андерсон | Дейна Скаллі              |
| Колін Флінн       | офіцер Мішель Фазекас     |
| Мерилін Ґанн      | місіс Асекоф              |
| Альф Хамфріс      | Майкл Асекоф              |
| Ентоні Репп       | Джефф Глазер              |
| Елмарі Вендел     | агентка Карла Стаунсайфер |